# 年龄角色
年龄角色，指社会对属于某一特定年龄的人群的行为期望。年龄角色的例子有：对于学龄儿童，他们一般会被期待为活泼好玩，并应该以在学校上学作为主要任务。而对于成年人，则在道德方面被赋予较高要求，并对他们对社会的贡献，如工作、家庭等方面有所期待。